# キリング・タイム
キリング・タイム（Killing Time）は日本のセッション・バンド。

## 略歴
1982年、当時チャクラのメンバーであった板倉文・Ma*To・清水一登が実験的音楽ユニットとして始めた。バンド名の由来は「暇潰し」を意味する英語。1983年、ライブを開始。3人で始めたが、ライブ・イベントの度にメンバーが変わるという自由で流動的な形式をとる。固定メンバーであった斎藤ネコ・MECKEN・Whachoをレギュラー化し、1986年12インチ・シングル『BOB』を発表。その後、固定メンバーだった青山純もその後、レギュラー化。
アルバム5枚のリリースのほか、1988年映画『会社物語 MEMORIES OF YOU』のサウンドトラックを担当する活動も行う。1992年以降は活動停止していたものの、1998年・1999年と2度にわたり復活ライブを開催。その後、2004年から2011年までライブ活動を続けた。

## メンバー
- 板倉文 - ギター
- Ma*To（藤井将登） - キーボード、タブラ
- 清水一登 - ピアノ、キーボード
- Whacho（帆足哲昭） - パーカッション
- MECKEN（荻原基文） - ベース
- 斎藤ネコ - ヴァイオリン
- 青山純 - ドラムス

### 主なゲストメンバー
- ボーカル：小川美潮、ちわきまゆみ、サンディー、大沢誉志幸、福岡ユタカ
- キーボード：川島裕二
- ベース：横山雅史、岡野ハジメ、渡辺等
- ドラムス：古田たかし、小林武文、矢壁篤信、山本達久
- パーカッション：仙波清彦、MAC清水
- ヴァイオリン：高橋香織、越川歩
- チェロ：溝口肇
- サックス：篠田昌已
- トロンボーン：村田陽一、Bruce Fowler

## ディスコグラフィー

### 12インチ・シングル
- BOB（1986年12月12日、EPIC・ソニー / 2005年3月24日、アブソードミュージックジャパン）
  1. BOB
  2. 8687
  3. PERU

### オリジナル・アルバム
- SKIP（1987年9月21日、EPIC・ソニー / 2005年3月24日、アブソードミュージックジャパン）
  1. SKIP
  2. 老人たちの夢
  3. One For Each Sentiment
  4. 日没
- IRENE（1988年8月26日、EPIC・ソニー / 2005年3月24日、アブソードミュージックジャパン）
  1. Kokorowa
  2. 既知との遭遇
  3. 沈黙する湖
  4. IRENE
  5. 奴隷の恩返し
- Bill（1990年6月21日、EPIC・ソニー / 2005年3月24日、アブソードミュージックジャパン）
  1. Upon Hearing
  2. Fall for Sharp
  3. MIFUNE
  4. Blivits
  5. Bugdad
  6. Limbo's Dance

### ベスト・アルバム
- Filling Time with KILLING TIME（1989年7月21日、EPIC・ソニー / 2005年3月24日、アブソードミュージックジャパン）
  1. PERU
  2. BOB (Edit Version)
  3. 既知との遭遇
  4. 老人達の夢
  5. EBRIO
  6. 沈黙する湖
  7. 日没

### ボックス・セット
- ULTIMATE KILLING TIME（2017年3月20日、オーダーメイドファクトリー）